# Krison z Himery
Krison (Κρίσων) – starożytny grecki biegacz pochodzący z Himery, olimpijczyk.
Trzy razy z rzędu, w 448, 444 i 440 roku p.n.e., odniósł zwycięstwo w biegu na stadion na igrzyskach olimpijskich. Platon wspomina Krisona w dialogu Prawa jako przykład samoopanowania wśród sportowców, którzy na czas treningów przed zawodami zachowywali wstrzemięźliwość płciową. Z kolei wedle apokryficznej opowieści zamieszczonej w Moraliach Plutarcha, sportowiec miał kiedyś ścigać się z młodym Aleksandrem Macedońskim i umyślnie pozwolił przyszłemu władcy wygrać.